# 럭키 (방송인)

아비쉐크 굽타(힌디어: अभिषेक गुप्ता, 1978년 6월 16일 ~ ) 대한민국에 거주하고 있는 인도 출신 남성이다. 인도 뉴델리 출신으로, 인도 국립대학교 경제학과를 졸업했다. 아비쉐크 굽타라는 본명도 사용하지만, 발음이 어려워 이름을 잘못 부르면 욕으로 들릴 수 있어서 주로 럭키라는 별명으로 활동하고 있고, 소속사는 드라마하우스 스튜디오이다.
1996년 3월 24일 대한민국에 들어와 2000년대 초반 이미 방송인 및 배우로 활동한 경력이 있다. '인디아그로'라는 인도의 참깨를 대한민국에 수입하는 소기업 및 인도 음식점인 럭키 인디아를 운영하고 있는 사업가이기도 하다. 럭키 본인은 자신을 방송인으로 소개할만큼 전문적인 사람이 아니라고 생각하고, 언젠가 방송에 더 이상 출연하지 않을 수도 있기 때문에 자신을 남들에게 방송인으로 소개하지는 않는다고 한다.
JTBC 《비정상회담》 인도 대표로 103회부터 144회까지 출연했으며, 인도 음식점을 개업할 준비를 하기 위하여 하차하였다. tvN 《수요미식회》 28회에 출연하였고, 《잘 먹겠습니다》 10회에 출연하였다.
SBS 월화드라마 《야인시대》에서 미군 워태커 소령 역을 맡았는데 이 때문에 야인시대 합성물 영상에 종종 조역으로 등장하기도 한다. 가장 많이 활용되는 대사는 "베리굿 베리굿 김두한", "직무태만이요! 직무태만!!!"이다.

## 경력
아비쉐크 굽타는 JTBC 《비정상회담》 인도 대표로 103회부터 144회까지 출연했으며, 개인 사정으로 하차하였다. SBS 월화드라마 《야인시대》에서 미군 워태커 소령 역을 맡았고, tvN 《수요미식회》 28회에 출연하였고, 《잘 먹겠습니다》 10회에 출연하였다. 인도 뉴델리 출신이다. 인도국립대학교 경제학과를 졸업했다.
야인시대에서는 영어와 한국어에 모두 능한 외국인을 섭외하여 미군 장교 배역을 맡기기로 했는데 적임자를 찾기가 매우 어려웠다. 결국 매우 힘들게 아비쉐크 굽타를 찾아내어 워태커 소령 배역을 주게 되었다.

## 학력
- 인도국립대학교 경제학과 졸업[출처 필요]

## 방송 출연
| 연도            | 제목                        | 방송사       | 비고                           |
| --------------- | --------------------------- | ------------ | ------------------------------ |
| 1998년          | 《백야 3.98》               | SBS          | 아제르인 괴한 역 (특별출연)    |
| 2003년          | 《야인시대》                | SBS          | 워태커 소령 역                 |
| 2008년          | 《대왕 세종》               | KBS          | 회회인 역                      |
| 2015년          | 《수요미식회》              | tvN          | 카레편                         |
| 2015년 ~ 2017년 | 《비정상회담》              | JTBC         | 현재 출연 종료                 |
| 2016년          | 《잘 먹겠습니다》           | JTBC         |                                |
| 2017년          | 《말하는대로》              | JTBC         |                                |
| 2017년          | 《어서와 한국은 처음이지?》 | MBC 에브리원 |                                |
| 2018년          | 《대한외국인》              | MBC 에브리원 |                                |
| 2018년          | 《내 아이디는 강남미인》    | JTBC         | 럭키 역 (특별출연)             |
| 2019년          | 《으라차차 만수로》         | KBS 2TV      | 통역 이사                      |
| 2019년          | 《쌉니다 천리마마트》       | tvN          | 알 사하드 살라딘 역 (특별출연) |
| 2021년          | 《황금어장 라디오스타》     | MBC          |                                |
| 2022년          | 《톡파원 25시》             | JTBC         | 27, 39, 30회 게스트            |
| 2023년          | 《신성한, 이혼》            | JTBC         | 분노TV 유튜버 (특별출연)       |
| 2024년          | 《신발벗고 돌싱포맨》       | SBS          | 122회 게스트                   |